# Thomas Buchheim
Thomas Buchheim (* 19. Oktober 1957 in München) ist ein deutscher Philosoph. Er war von 2000 bis 2023 ordentlicher Professor für Philosophie an der Ludwig-Maximilians-Universität München.

## Leben
Thomas Buchheim ist der Sohn des Politikwissenschaftlers Hans Buchheim und besuchte das Rabanus-Maurus-Gymnasium in Mainz. Danach studierte er von 1977 bis 1983 in München Philosophie, Griechische Philologie sowie Soziologie. 1984 wurde er bei der von Robert Spaemann betreuten Arbeit über die griechische Sophistik promoviert. Bei Spaemann arbeitete Thomas Buchheim bis 1992 auch als wissenschaftlicher Assistent und habilitierte sich 1991 über die Philosophie des späten Friedrich Wilhelm Joseph von Schelling.
Nach einer Gastprofessur in Halle wurde er 1993 Professor in Mainz. Von 2000 bis 2023 war er Ordinarius für Philosophie, speziell für Metaphysik und Ontologie, an der Ludwig-Maximilians-Universität München.
Thomas Buchheim ist seit 2002 Mitherausgeber und war von 2006 bis 2023 geschäftsführender Herausgeber des Philosophischen Jahrbuchs der Görres-Gesellschaft. Er ist  Gründungsmitglied der Gesellschaft für antike Philosophie sowie Mitglied der Kommission zur Herausgabe der Schriften Schellings der Bayerischen Akademie der Wissenschaften. Von 2002 bis 2005 leitete er das von der Fritz Thyssen Stiftung geförderte Forschungsprojekt Freiheit auf Basis von Natur? – Modellierung eines qualitativen Freiheitsbegriffs jenseits von Determinismus und Indeterminismus. Von 2010 bis 2013 war er Vorsitzender der Gesellschaft für antike Philosophie. Im Jahr 2013 war er Inhaber der Internationalen Forschungsgastprofessur an der Graduate School of Human and Environmental Studies der Staatlichen Universität Kyōto. Buchheim befasst sich intensiv mit dem Leib-Seele-Problem und dem Problem der Willensfreiheit. Seit 2022 leitet er das durch die Deutsche Forschungsgemeinschaft geförderte Projekt Schellings unvollendetes System über Schellings Spätphilosophie.

## Publikationen
- Die Sophistik als Avantgarde normalen Lebens, Meiner, Hamburg 1986, ISBN 978-3-7873-0687-9.
- Eins von Allem. Die Selbstbescheidung des Idealismus in Schellings Spätphilosophie, Meiner, Hamburg 1992, ISBN 978-3-7873-1025-8.
- Die Vorsokratiker. Ein philosophisches Porträt, Beck, München 1994, ISBN 978-3-406-38535-3.
- Aristoteles, Herder, Freiburg 1999, ISBN 978-3-451-04764-0.
- Was sind metaphysische Fragen? (= Antrittsvorlesung an der Ludwig-Maximilians-Universität München am 30. Juni 2000). In: V. Hösle (Hrsg.): Metaphysik. Herausforderungen und Möglichkeiten. Frommann-Holzboog, Stuttgart/Bad Cannstatt 2002, ISBN 3-7728-2205-3, S. 99–115.
- Libertarischer Kompatibilismus. Drei alternative Thesen auf dem Weg zu einem qualitativen Verständnis der menschlichen Freiheit. In: F. Hermanni, P. Koslowski (Hrsg.): Der freie und der unfreie Wille. Fink, München 2004, ISBN 3-7705-4055-7, S. 34–76.
- Unser Verlangen nach Freiheit. Kein Traum, sondern Drama mit Zukunft. Meiner, Hamburg 2006, ISBN 3-7873-1778-3.
- Neuronenfeuer und seelische Tat. Ein neo-aristotelischer Vorschlag zum Verständnis mentaler Kausalität. In: Philosophisches Jahrbuch. 119 (2012), ISSN 0031-8183, S. 332–246 (= Initiativbeitrag zur Jahrbuch-Konferenz zum Thema mentale Kausalität).
- Remarks on the Ontology of Living Beings and the Causality of Their Behavior, in: Biology and Subjectivity – Philosophical Contributions to Non-reductive Neuroscience, ed. by Miguel García-Valdecasas, José Ignacio Murillo, Nathaniel Barrett, Springer International Publishing 2016, S. 62-75. https://doi.org/10.1007/978-3-319-30502-8_5
- What Are Persons? Reflections on a Relational Theory of Personhood, in: Jörg Noller (Hg).: Was sind und wie existieren Personen? Probleme und Perspektiven der gegenwärtigen Forschung (Reihe „ethica“, hg. v. Julian Nida-Rümelin, Dieter Sturma und Michael Quante) Münster (Mentis) 2019, 31-55.https://doi.org/10.30965/9783957437853_004
- The Culpability-Problem and the Indeterminacy of Choice, in: Free Will: Historical and Analytic Perspectives, ed. by Marco Hausmann and Jörg Noller, Palgrave Macmillan 2021, 229-249. https://doi.org/10.1007/978-3-030-61136-1_10
- mit Rolf Schönberger und Walter Schweidler (Hrsg.): Spaemanns Philosophie. Blaue Reihe, Meiner, Hamburg 2024, ISBN 978-3-7873-4584-7.